# 丸山由美
丸山 由美（まるやま ゆみ、旧姓・江上（えがみ）、1957年11月30日 - ）は、日本のバレーボール指導者、元選手。

## 来歴
東京都出身。中学生からバレーボールを始める。松蔭高校を経て、1976年に日立に入社。1979年には日立の主将となり、その後三屋裕子、中田久美らと共に日立の黄金時代を築いた。
山田重雄監督が指揮を執った1977年のワールドカップにて初めてバレーボール日本女子代表に選出される。1980年の幻のモスクワオリンピック代表メンバーの一人でもある。1982年から全日本主将となり、世界的なセンタープレイヤーとして活躍した。同じセンタープレーヤーでも三屋が高さを武器としていたのに対して、江上は上手さを武器にしていた。特にタッチなどの軟攻には比類なき上手さを見せつけた。また、身長175cmとセンタープレーヤーとしては決して大きくなかったが、ブロックが上手く、タイミングの良いブロックで何度もチームの窮地を救っている。
1984年1月15日のユニチカ戦で、日本リーグ105試合出場を達成し、それまで水原理枝子が持っていた日本リーグ出場記録を更新した。同年のロサンゼルス五輪で銅メダルを獲得をした後に一度引退。
1986年、女子バレーボールチームの小田急ジュノー監督に就任。同年、丸山貴也（日立のコーチ）と結婚。
翌1987年に同チームで現役復帰。1988年ソウルオリンピックに主将として出場後、再び現役引退した。
現在は、日本バレーボール協会公認講師、小田急バレーボールクリニック主任講師として後進の指導に当たっている。
2024年には夫の貴也が監督を務める江戸川大学女子バレーボール部のコーチを務めている。

## 人物
- 1986年に結婚した夫の丸山貴也は小田急でコーチ、監督を務め、2018年から2022年はKUROBEアクアフェアリーズで監督を務めた。
- 元KUROBEアクアフェアリーズで現在ビーチバレー選手の丸山紗季は次女。B3.LEAGUE・東京ユナイテッドBCの竹内峻アシスタントコーチは義理の息子（紗季の夫）にあたる。

## 所属チーム
- 松蔭高等学校
- 日立ベルフィーユ（1976-1985年）
- 小田急ジュノー（1987-1989年）

## 球歴
- 全日本代表 - 1977-1984年、1987-1988年
- 全日本代表としての主な国際大会出場歴
  - オリンピック - 1984年、1988年
  - 世界選手権 - 1978年、1982年
  - ワールドカップ - 1977年、1981年

## 受賞歴
- 1976年 - 第10回日本リーグ 新人賞
- 1977年 - 第11回日本リーグ サーブ賞、ベスト6
- 1978年 - 第12回日本リーグ 敢闘賞、ベスト6
- 1979年 - 第13回日本リーグ サーブ賞、ベスト6
- 1980年 - 第14回日本リーグ ブロック賞、ベスト6
- 1981年 - 第15回日本リーグ 最高殊勲選手賞、スパイク賞、ブロック賞、ベスト6
- 1982年 - 第16回日本リーグ 最高殊勲選手賞、ブロック賞、ベスト6
- 1983年 - 第17回日本リーグ 最高殊勲選手賞、ブロック賞、ベスト6
- 2007年 - 2006-07プレミアリーグ Vリーグ栄誉賞